# Иоанникий (Попов)
Епископ Иоанникий (в миру Иван Степанович Попов; 14 (26) мая 1883, Кашин, Тверская губерния — 1 февраля 1942, Астрахань) — епископ Русской православной церкви, епископ Рыбинский, викарий Ярославской епархии.

## Биография
Образование получил домашнее.
10 июня 1912 года пострижен в монашество в Нило-Столбенской пустыни с наречением имени Иоанникий в честь преподобного Иоанникия Великого и возведён в сан иеродиакона.
15 августа 1916 года рукоположен в сан иеромонаха.
С 1922 года — наместник Нило-Столбенской пустыни с возведением в сан архимандрита.
В конце 1926 года архимандрит Иоанникий и большая часть братии обители были арестованы и обвинены в сокрытии церковных ценностей, контрреволюционной и антисоветской агитации. Приговорён к тюремному заключению.
1 октября 1931 года в Покровской, что в Красном селе, церкви Москвы хиротонисан во епископа Камышинского, викария Саратовской епархии. Чин хиротонии совершали: митрополит Горьковский Сергий (Страгородский), митрополит Туркестанский Никандр (Феноменов), митрополит Саратовский Серафим (Александров), архиепископ Витебский Николай (Покровский), архиепископ Тамбовский Вассиан (Пятницкий), епископ Липецкий Уар (Шмарин) и епископ Волоколамский Иоанн (Широков).
Кроме этого с 1 октября 1931 до 7 июля 1933 года временно управлял Вольским викариатством Саратовской епархии.
С 24 июня 1933 года — на покое.
5 октября 1933 года назначен епископом Верхнеудинским, викарий и временный управляющий Читинско-Забайкальской епархией.
5 июня 1934 году направил Заместителю Патриаршего Местоблюстителя митрополиту Сергию (Страгородскому) телеграмму, в котором поздравлял его с возведением в достоинство митрополита Московского и Коломенского.
С 5 октября 1934 года уволен на покой.
С 21 февраля 1937 года — епископ Рыбинский, викарий Ярославской епархии. Назначение не принял.
Последние годы жизни провёл в Астрахани. Работал чернорабочим, тайно совершал богослужения.
Скончался 1 февраля 1942 года от рака желудка. Похоронен в Астрахани.